# X. Lajos francia király
X. (Civakodó) Lajos (Párizs, 1289. október 4. – Vincennes, 1316. június 5.) a középkori Franciaország királya (uralkodott 1314. november 29-étől haláláig), valamint I. Lajos néven navarrai király, IV. (Szép) Fülöp és Navarrai Johanna elsőszülött fia, I. (Utószülött) János atyja, V. (Hosszú) Fülöp és IV. (Szép) Károly, valamint Izabella angol királyné fivére volt. X. Lajos I. Károly (Róbert) magyar király sógora volt.
Rövid uralkodását a nemességgel kapcsolatos feszültségek jellemezték, melyek okai főként a Szép Fülöp kamarása, Enguerrand de Marigny által levezényelt fiskális és központosítási reformok voltak. Lajos nagybátyja, Charles de Valois, aki a nagyurak pártját vezette, elérte a királynál, hogy végeztesse ki Marignyt. Lajos volt az, aki engedélyezte a jobbágyoknak, hogy megvásárolhassák a szabadságukat (amely a jobbágyság eltörlésének egy fontos mozzanata volt), betiltotta a rabszolgaságot, és visszafogadta a királyságba a korábban kiűzött zsidókat.
1305-ben feleségül vette Burgundi Margitot, akitől egy gyermeke, Johanna született, ki később navarrai királynő lett. Margitot később börtönbe vetették házasságtörés miatt, és börtönében is halt meg, feltehetőleg megfojtották. 1315. augusztus 19-én Magyarországi Klemenciát vette feleségül, házasságukból egy gyermek, János született Lajos halála után.

## Élete
Párizsban született, Szép Fülöp és Navarrai Johanna legidősebb fiaként. 1305-ben, anyja halála után I. Lajos néven örökölte a Navarrai Királyság trónját. Ismeretlen okból már kortársai is Civakodónak nevezték a trónörököst, aki – főleg atyjához mérten – észbeliek terén sem rendelkezett nagy érdemekkel. Tizenöt éves korában elvette Burgundi Margitot, egy lányuk született, Johanna. 1314-ben mind Lajos, mind Margit belekeveredtek a "Nesle-torony botránya" néven ismert esetbe, amikor is Margit, illetve Burgundi Blanka és Burgundi Johanna (Szép Fülöp másik két fiának feleségei) házasságtörést követtek el. Margitot és Blankát bűnösnek találták ebben, Johanna mellett azonban kiállt férje, Fülöp, így ő ártatlannak bizonyult. Szeretőiket nyilvánosan kivégeztették, hajukat leborotváltatták és életfogytig tartó várfogságra ítélték őket. Margit 1315-ben, a Chateau Gaillard-ban, ahol bebörtönözték, meghalt.
Lajos apja halálát követően, 1314-ben lett Franciaország királya. Margit halála után öt nappal, 1315. augusztus 19-én vette el feleségül Magyarországi Klemenciát. Királlyá nem sokkal második esküvőjét követően, nagy valószínűséggel 1315. augusztus 24-én koronázták Reimsben.
Amikor a gyengekezű, befolyásolható Lajos átvette atyjától az ország kormányzását, ott komoly válság dúlt, mivel Szép Fülöp súlyos államháztartási hiányt, és a magas adók miatt lázongó alattvalókat hagyott maga után. Mindennek tetejébe 1315-ben két évig tartó éhínség kezdődött Nyugat-Európa országaiban.
A terhek miatt elsősorban a különböző nemesi ligák és egyházi nagybirtokosok tiltakoztak, akik nagybátyja, Charles de Valois vezetésével meggyőzték Lajost, hogy áldozza fel a pénzügyeket addig teljhatalommal irányító Enguerrand de Marigny-t (számos más legistával egyetemben), és megígértették vele, hogy betartja a királyi tisztviselők visszaélései ellen született 1303-as rendeletet, illetve a későbbiekben a hadjárat elmaradása esetén visszaszolgáltatja az addig e célra szedett hadiadót. A nemesi párt követelte a Szép Fülöp alatt csorbított jogainak visszaállítását (pénzverés, magánháborúk, lovagi tornák rendezésének joga), amelyeket a király látszólag teljesített is, ám az okleveleket olyan homályosan fogalmazták meg, hogy végeredményben nem sok engedmény született.
Mivel Robert de Béthune, Flandria grófja nem ismerte el Lajos királyságát, a IV. Fülöp alatt hadjáratok helyett kötött békékkel elégedetlen nemesség nyomására 1315-ben hadjárat indult Lille felé. Az esők miatt a sereg a sárba ragadt, és a Lys folyó áradása is útjukat állta: az ún. sáros hadjárat idő- és pénzpocsékolásnak bizonyult, mivel a francia hadsereg még csak el sem jutott a célul kiszemelt Flandria földjére. A király szégyenszemre visszatért Tournai-ba, majd nemsokára megnősült és megkoronáztatta magát.
Leghíresebb intézkedése az az 1315-ös rendelet volt, amely elrendelte a királyi jobbágyok kötelező örökváltságát. Mivel sok pénzt igényelt, a parancs nem váltotta ki a szabadság megváltását csak újabb tehernek tekintő parasztság lelkesedését, így 1318-ban Lajos fivére, V. Fülöp kénytelen volt megújítani a rendelkezést, hogy érvényt szerezzen neki.
Miután apja, Szép Fülöp 1306-ban kiutasította a zsidókat az országból, Lajos felülbírálta ezt az intézkedést, elsősorban a királyi kincstár helyzetének javítása érdekében. A visszatérésnek komoly feltételeit szabta meg: csak tizenkét évre szóló határozott ideig, mely után az itt tartózkodás jogát meg lehetett vonni, végig különleges karszalagot voltak kötelesek viselni, csak olyan helyen élhettek, ahol korábban zsidó közösségek voltak, és kifejezetten tiltották az uzsorakamatok szedését. Ez a rendelet gyenge zsidó közösségek létrejöttét eredményezte, hiszen a zsidók innentől fogva teljes egészében a királytól függtek.

## Halála
Civakodó Lajos nagyon kedvelte a jeu de paume-ot, ami a teniszjáték őse volt. Ő volt az első uralkodó, akiről feljegyezték hogy beltéri teniszpályákat építtetett. 1316-ban Vincennes-ben egy különösen kimerítő játszma után nagy mennyiségű jéghideg bort ivott meg. Nem sokkal ezt követően ágynak esett és meghalt, feltehetően tüdőgyulladás következtében (habár nem zárták ki a mérgezés lehetőségét sem). Őt és második feleségét, Klemenciát a Saint-Denis-székesegyházban temették el.
Maurice Druon híres regényciklusában, Az elátkozott királyokban Lajost ostoba és erőszakos természetű alaknak mutatja be, és a könyvben a birtokait féltő Mahaut d'Artois mérgezi meg őt, hogy elősegítse saját veje, V. Fülöp trónra jutását.

## Utódai
X. Lajosnak két felesége volt. Burgundi Margitot, II. Róbert burgundi herceg és Franciaországi Ágnes, Szent Lajos király lánya gyermekét 1305. szeptember 23-án vette feleségül Vernonban. Mivel Margit belekeveredett a Nesle-torony-botrányba, még Szép Fülöp uralkodása alatt a Château-Gaillard-ba száműzték sógornőjével, Burgundi Blankával együtt. A nyomorúságos körülmények között tartott Margit 1315-ben halt meg, állítólag megfojtották. Az ügyben Lajos felelőssége kideríthetetlen. Egyetlen gyermekük született 1312-ben, Johanna, aki később a Navarrai Királyság uralkodója lett, noha 1314-től kezdve mindvégig bizonytalan volt a származása.
A Civakodó király második felesége Magyarországi Klemencia, Martell Károly és Habsburg Klemencia legkisebb lánya, I. Rudolf német király unokája és a magyar Károly Róbert testvére – vagy ami talán még fontosabb a házasság létrejötte szempontjából, hogy nagynénje, Anjou Margit szicíliai királyi hercegnő révén Valois Károly unokahúga volt. A Nápolyból Franciaországba hozott hercegnőt augusztus 19-én, nem sokkal koronázása előtt vette el a francia király.
Klemencia 1316-ban teherbe esett, de jóval férje halála után, november 15-én hozta világra fiát, az alig öt napig élő és „uralkodó” Jánost. Klemencia fia halálát követően Avignonban, majd Aix-en-Provence-ban telepedett le, végül Párizsban halt meg 35 évesen.
Az öröklés szempontjából kérdéses volt, hogy Lajos halála után kié lesz a trón. Ugyan Johanna volt az elsőszülött gyermek, de lány lévén a trónigénye sokkal gyengébb volt a francia trónra - emellett sokan származását is kétségbe vonták anyja házasságtörése miatt. Így az a köztes megoldás született, hogy Lajos testvére, Fülöp lesz a régens addig, amíg meg nem születik lajos utószülött gyermeke. A kis I. János azonban mindössze 5 napot élt, ezt követően pedig Fülöp egy kétes hitelességű jogszabályra, a száli frankok törvényére hivatkozva magának kérte a francia koronát, melyet el is nyert.
Navarra összes uralkodója 1328-tól kezdve Civakodó Lajos leszármazottja volt, lányán, Johannán keresztül, és Albret Johannán keresztül, aki a későbbi IV. Henrik francia királynak volt az anyja, a Bourbon-háznak is az egyik őse.